# Parachordodes magnus
Parachordodes magnus är en tagelmaskart som beskrevs av Spiridonov 1989. Parachordodes magnus ingår i släktet Parachordodes och familjen Chordodidae. Inga underarter finns listade i Catalogue of Life.